# Успение Богородично (Обеля)
„Успение Богородично“ е православна църква на Софийската епархия на Българската православна църква, разположена в квартал Обеля на българската столица София.

## История
Стара църква в Обеля е построена от дебърския майстор Георги Новаков Джонгар. Строителството на църквата започва в 1925 година и през 1927 година храмът е осветен. Иконостасът на храма е дело на дебърски майстори от рода Филипови.
По време на комунистическия режим в България има опити църквата да се разруши. През 1980 г. енорийски свещеник става Иван Динков и той започва ремонт на полуразрушения храм – с рухнал покрив, без прозорци и врати, без иконостас, без икони. Ремонтът е извършен в 1983 до 1986 година и след 12-годишна пауза на богослуженията в църквата на 21 декември 1986 година викарният епископ на Софийската митрополия епископ Дометиан Знеполски извършва чина обновление на храм.
До църквата от 1997 до 2002 година е изграден новият енорийски храм „Свети Йоан Предтеча“.